# Berlins arkitektur
Berlins historie har givet byen et eklektisk arkitektonisk udtryk. Byens udseende i det 21. århundrede har været formet af den nøglerolle, som byen spillede i Tyskland i det 20. århundrede. Hver regering baseret i Berlin - Kongeriget Preussen, det Tyske Kejserrige (1871), Weimarrepublikken, Nazi-Tyskland, Østtyskland og den genforenede Forbundsrepublik - igangsatte ambitiøse bygningsprogrammer, som alle tilføjede sit særlige udtryk på byens arkitektur.

## Historie
Berlin blev stærkt bombet under Anden Verdenskrig, og mange bygninger, der overlevede krigen, blev revet ned i 1950'erne og 1960'erne. Meget af denne nedrivning blev iværksat af kommunale programmer til nye bolig-, erhvervs- og vejbyggerier.
Østberlin har mange Plattenbauten, og vækker minder om Østblokkens planlagte boligområder, med butikker og skoler i en fast fordeling efter antallet af indbyggere. Det simple udseende af Plattenbau-boliger hjælper ikke med at fremme gentrificering, og kan være en faktor, der hjælper med at bevare den sociale kontinuitet for de lokale beboere og deres nabolag, ifølge arkitekten David Chipperfield.

Det løbende byggeri gør Berlin i høj grad til et "work in progress", selv i 2015.

## East Side Gallery
East Side Gallery er en udstilling med kunst malet direkte på de sidste eksisterende dele af Berlinmuren. Det er det største tilbageværende bevis for byens historiske opdeling og blev restaureret i 2008-2009.

## Fernsehturm
Fernsehturm (tv-tårnet) ved Alexanderplatz i Mitte er en af de højeste strukturer i EU på 368 meter og er opført i 1969. Tårnet kan ses fra mange af Berlins centrale distrikter, og byen kan ses fra dets observationsdæk 204 meter over jorden. Herfra strækker Karl-Marx-Allee sig, med monumentale beboelsesejendomme fra Stalin-æraen, mod øst. Ved siden af dette område ligger Rotes Rathaus med sin karakteristiske røde murstensarkitektur. Foran rådhuset er Neptunbrunnen, et springvand med en mytologisk gruppe af tritoner (personifikationer af de fire vigtigste preussiske floder) under Neptun.

## Gendarmenmarkt
Gendarmenmarkt er en nyklassisk plads i Berlin, opkaldt efter boligerne for det 18. århundredes Gens d'armes-regiment i byen, og er omgivet af to ensdesignede katedraler: Französischer Dom med sin observationsplatform og Deutscher Dom. Konzerthaus, hjemstedet for Berlins Symfoniorkester, står mellem de to katedraler.

## Museumsøen
Museumsøen i floden Spree huser fem museer bygget mellem 1830 og 1930 og blev udnævnt til et UNESCO-verdensarvsted i 1999. Restaurering og opførelse af en hovedindgang til alle byens museer og genopbygningen af Stadtschloss på øen har kostet over to milliarder euro siden Tysklands genforening.
Ved siden af Lustgarten og Stadtschloss på øen, finder man kejser Vilhelm 2.'s ambitiøse forsøg på at opføre en protestantisk pendant til Peterskirken i Rom. I krypten er nogle af den tidlige preussiske kongefamilie begravet. Kirken ejes nu af den protestantiske paraplyunion af evangeliske kirker (UEK). Som mange andre bygninger led den store skader under Anden Verdenskrig og krævede restaurering. Berlins bedst bevarede kirke, middelalderkirken Marienkirche, er det første forkyndelsessted - Kaiser-Wilhelm-Gedächtniskirche er det andet - af biskoppen i den evangeliske kirke i Berlin-Brandenburg-Schlesien, Øvre Lusatien (EKBO, en protestantisk Landeskirchen). Sankt-Hedwigs-Katedrale er Berlins romersk-katolske katedral.

## Unter den Linden
Unter den Linden er en øst-vest-vendt allé fra Brandenburger Tor til beliggenheden for det tidligere Berliner Stadtschloss, og var Berlins førende promenade. Mange klassiske bygninger ligger langs gaden, og en del af Humboldt-universitet ligger der. Friedrichstraße var Berlins legendariske gade i de brølende tyvere og kombinerer det 20. århundredes tradition med moderne berlinerarkitektur.

## Brandenburger Tor
Brandenburger Tor er et ikonisk vartegn for Berlin og Tyskland, der vises på Tysklands euromønter (10 cent, 20 cent og 50 cent). Rigsdagsbygningen er det traditionelle sæde for det tyske parlament, som blev renoveret i 1950'erne efter alvorlig skade fra anden verdenskrigs. Bygningen blev ombygget af den britiske arkitekt Norman Foster i løbet af 1990'erne og har en glaskuppel over forsamlingsområdet, hvilket giver fri offentlig adgang til parlamentariske procedurer og udsigt over byen.

## Potsdamer Platz
Potsdamer Platz er et kvarter bygget efter 1995 efter nedrivningen af Berlinmuren. Mod vest ligger Kulturforum, der huser Gemäldegalerie og flankeret af Neue Nationalgalerie og Berliner Philharmonie. Mindesmærket for Europas myrdede jøder, et Holocaust-mindesmærke, er mod nord.

## Hackescher Markt
Området omkring Hackescher Markt er en mode- og kulturbase med tøjbutikker, klubber, barer og gallerier. Det inkluderer Hackesche Höfe, en samling bygninger omkring gårde, som blev genopbygget omkring 1996. Oranienburger Straße og den nærliggende Neue Synagoge var centre for jødisk kultur før 1933. Selvom Neue Synagoge stadig er et anker for jødisk historie og kultur, er Oranienburger Straße og det omkringliggende område bedre kendt for shopping og natteliv.

## Straße des 17. Juni
Straße des 17. Juni, der forbinder Brandenburger Tor og Ernst-Reuter-Platz, fungerer som en central øst-vest akse. Dets navn fejrer oprørene i Østberlin den 17. juni 1953. Omkring halvvejs fra Brandenburger Tor er Großer Stern, hvor Siegessäule (Sejrssøjle) ligger. Dette monument, der blev bygget for at fejre Preussens sejre, blev flyttet i 1938-1939 fra sin tidligere position foran Rigsdagen. Søjlen er blandt andet dekoreret med kanoner fra Preussens fjender, herunder Danmark.

## Kurfürstendamm
Kurfürstendamm er hjemsted for nogle af Berlins luksuriøse butikker med Kaiser-Wilhelm-Gedächtniskirche i sin østlige ende på Breitscheidplatz. Kirken blev ødelagt under Anden Verdenskrig og efterladt i ruiner. I nærheden af Tauentzienstraße ligger KaDeWe, kontinentaleuropas største varehus. Rathaus Schöneberg, hvor John F. Kennedy gav sin "Ich bin ein Berliner!"-tale, ligger i Tempelhof-Schöneberg.

## Schloss Bellevue
Vest for byens centrum er Schloss Bellevue, den tyske præsidents bopæl. Schloss Charlottenburg blev stort set ødelagt af brand under Anden Verdenskrig og blev genopbygget som det største overlevende historiske palads i Berlin.

## Funkturm Berlin
Funkturm Berlin er et 150 meter højt gittertårn bygget mellem 1924 og 1926. Den indeholder en restaurant 55 meter og et observationsdæk 126 meter over jorden, tilgængelig med en elevator med vinduer.